# Earle-Salze
Earle-Salze, auch Earle's BSS, (engl. für Balanced Salt Solution) bezeichnet in der Zellkultur einen Puffer. Earle-Salze werden als Zusatz zu Zellkulturmedien bei der Zellkultur von tierischen Zellen verwendet. Die Earle-Salze gehören wie auch die Hanks-Salze zu den Balanced Salt Solutions.

## Eigenschaften
Die Earle-Salze enthalten als Lösung 6,8 g/L Natriumchlorid, 0,4 g/L Kaliumchlorid, 0,2 g/L Calciumchlorid, 0,1 g/L Magnesiumsulfat, 0,14 g/L Natriumdihydrogenphosphat, 2,2 g/L Natriumhydrogencarbonat und 1 g/L Glucose. Der pH-Wert wird anschließend auf 7,2 bis 7,3 eingestellt. Danach erfolgt eine Sterilfiltration. Da das Puffersystem auf eine Verwendung im CO2-Inkubator ausgelegt ist, steigt der pH-Wert unter Luft langsam an.

## Geschichte
Die Earle-Salze wurden 1943 von Wilton R. Earle und Kollegen veröffentlicht.